# عنقود البط البري

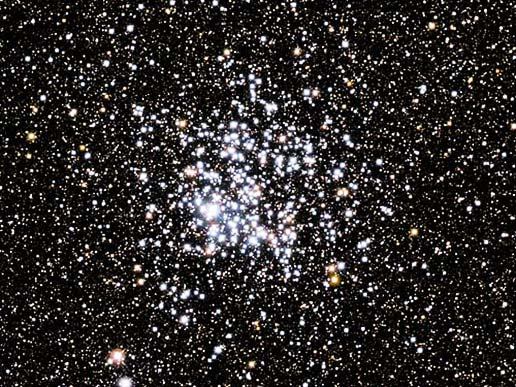
عنقود البط البري

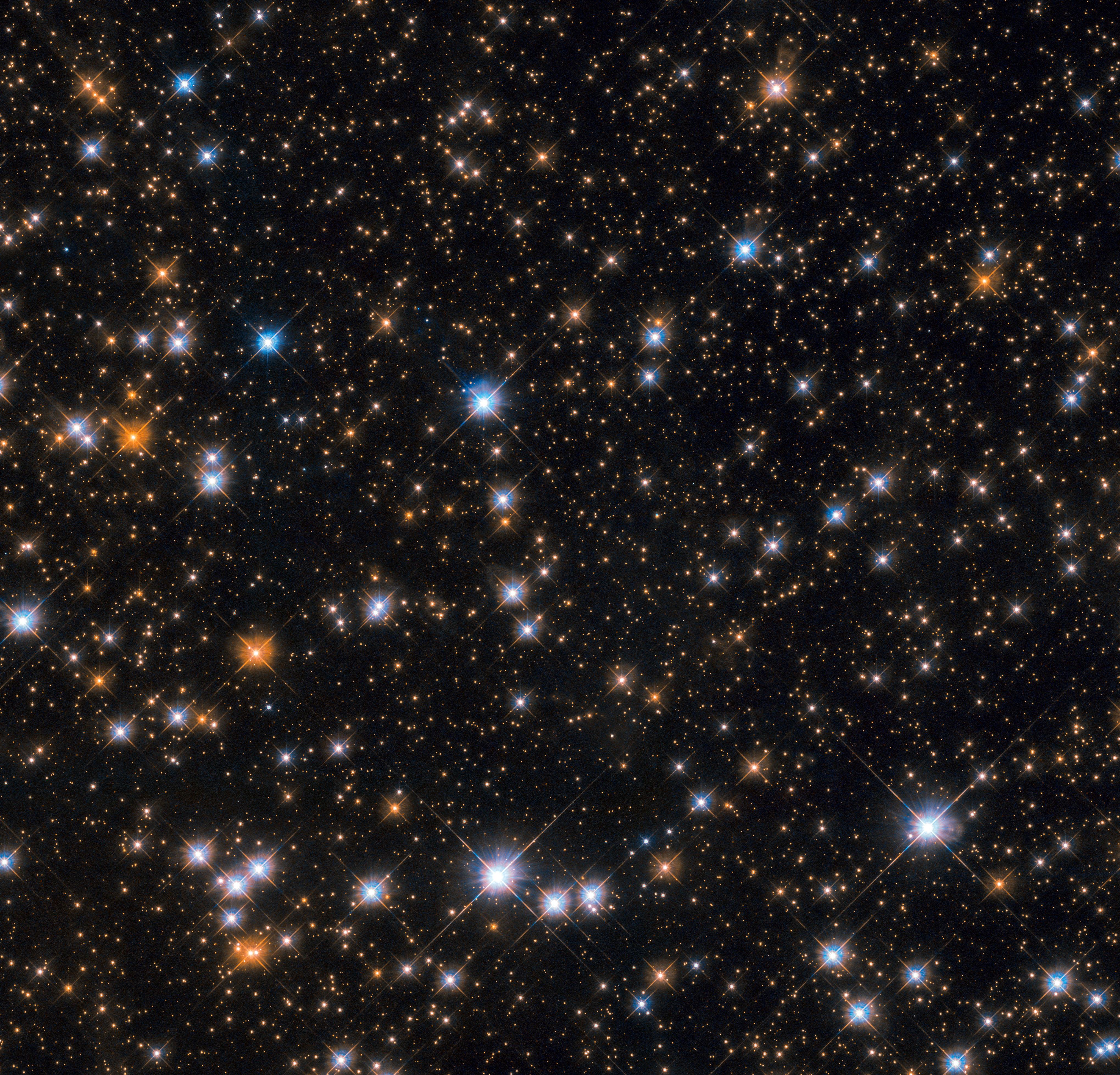
ميسييه 11

عنقود البط البري أو مسييه 11 Wild Duck Cluster هو عبارة عن عنقود نجمي مفتوح يقع في كوكبة الترس. أكتشفه غوتفريد كيرش عام 1681. وتم تسميته بهذا الأسم نسبتاً لنجومه الساطعة والتي تشكّل مثلثاً يشبه قطيع البط الطائر  (أو من زوايا أخرى يظهر كأنه بطة).

## تاريخ أكتشافه
بعدما تم أكتشاف عنقود البط البري بواسطة عالم الفلك الألماني غوتفريد كيرش، مدير مرصد برلين، في عام 1681. كان يُعتقد بأنه سديم وكان عالم الفلك الإنجليزي ويليام ديرهام أول من قال بأنه عنقود نجمي وقام بدراسة نجومه في عام 1733. وكتب في أبحاثه:
(خمسة من هؤلاء الستة قد نظرت لهم بعناية من خلال التلسكوب العاكس ووجدتهم متشابهين إلى حد كبير؛ كو النقطة الساطعة التي تسبق لقدم اليمنى لكوكبة أنتينوس، والتيي هو ليست سديم، ولكنه مجموعة من النجوم، إلى حد ما مثل تلك التي هي درب التبانة.) وبعدها أدرجه شارل مسييه في كتالوجه الخاص في عام 1764. واصفاً ما رأه (مجموعة من عدد كبير من النجوم الصغيرة تقع بالقرب من النجم k أنتينوس بواسطة تلسكوب عادي يبلغ طوله 3 أقدام يشبه المذنب ويختلط هذا التجمع مع وهج خافت).
و في عام 1771، قدم ميسييه وصفًا أطول للعنقود قائلاً:
(في ليلة 30 إلى 31 مايو 1764، أكتشفت بالقرب من النجم كابا في كوكبة أنتينوس، عنقوداً يحتوي على عدد كبير من النجوم الصغيرة التي يراها المرء بأدوات جيدة؛ لقد وظفت لهذا التلسكوب الذي يصل تكبيره لـ 104 مرة. عندما نفحصها بتلسكوب كاسر عادي [غير لوني] يبلغ طوله 3 أقدام ونصف، فإن هذا الحشد النجمي يشبه المذنب. والمركز لامع، يوجد بين النجوم الصغيرة نجم واحد ساطع تبلغ درجة لمعانه 8+ ، هذا العنقود مختلط بضوء خافت، وقطره حوالي 4 دقائق قوسية).
و قدم الأدميرال ويليام هنري سميث الملاحظة التالية في يوليو من عام 1835 قائلاً فيها:
(مجموعة رائعة من النجوم، قريبة من الشرق والجنوب الشرقي للكائن الموصوف أعلاه [نجم ثنائي] ؛ تسبق القدم اليسرى لكوكبة أنتينوس، ويقع في كوكبة الترس. يشبه إلى حد ما البط البري، وهو عبارة عن تجمع من النجوم الدقيقة، مع شدّة لمعانه والتي تبلغ 8+ ولكن بكل المقاييس فهذه هي بالتأكيد بيننا وبين العنقود النجمي. ومع ذلك، لم يكن هذا رأي غوتفريد كيرش، مكتشفها، الذي وصفها، في عام 1681، بأنها بقعة صغيرة غامضة، يتألق من خلالها نجم، ويجعلها أكثر إشراقاً. قام الدكتور يليام ديرهام أولاً بحلها إلى نجوم، بتلسكوب عاكس يبلغ طوله 8 أقدام، كما هو موضح في المعاملات الفلسفية بالنسبة لعام 1733: وأنه ليس بسديم كما قيل، بل مجموعة من النجوم، إلى حد ما مثل تلك الموجودة في مجرة درب التبانة." ويقع كذلك في درب التبانة.
وضع الدكتور إدموند هالي وصفاً لعجائب السديم في عام 1716. والتي بلغ عددها حينها ستة؛ لكنه يقول: «هناك بلا شك المزيد الذي لم يصل إليه علمنا بعد». لم يكن بإمكانه توقع الأكتشافات الكثيرة التي سرعان ما حصلت؛ لكن منطقه كان عادلاً للغاية بالنسبة للبدء. «من خلال كل هذه البقع،» يلاحظ، «في المظهر ولكن القليل، ومعظمها ولكن قطرها بضع دقائق قوسية؛» ومع ذلك، نظراً لأنها من بين النجوم الثابتة، أي نظراً لعدم وجود أختلاف سنوي لها، فلا يمكن أن تفشل في أن تصبح كبيرة للغاية، وربما لا تقل عن نظامنا الشمسي بأكمله. في جميع هذه المساحات الشاسعة، يجب أن يبدو أن هناك يومًا غير متقطع دائم، والذي قد يقدم أمراً للتكهن، وكذلك لعالم الطبيعة الفضولي بالنسبة للفلكي).

## خصائصه
يعد مجموعة عنقود البط الري واحد من أغنى وأكبر االعناقيد النجمية المفتوحة وأكثرها إحكاماً، وقد تمت دراستها على نطاق واسع. وقُدِّر عمرها بحوالي 200 ملييون سنة. تتراوح تقديرات كتلة العنقود ما بين 3700  - 11000 كتلة شمسية، يبلغ القدر الظاهري للعنقود 6.3+ وألمع نجم في العنقود (HIP 92507)HD 174512 وهو عبارة عن عملاق أبيض يبلغ قدره الظاهري 8.47+ ، ويمكن رؤية العنقود النجمي بدون تلسكوب على شكل نقطة باهتة في السماء فوق الأفق الجنوبي في نصف الأرض الجنوبي، ويحتوي العنقود على 2900 نجم على الأقل. والعنقود قريب من مركز امجرة حيث يقع العنقود بُعد 22,000 سنة ضوئية (6745 فرسخ فلكي) من مركز المجرة أي بالقرب من مستوى المجرة، ويبتعد عنا بسرعة 22 كم / ثانية.

## تكوينه
يعتبر عنقود البط البري من أغنى العناقيد النجمية المفتوحة بالمعادن مع وفرة من الحديد على الرغم من أنه في شبابه، إلا أنه يظهر تعزيزاً لعناصر عملية ألفا.و من المحتمل أن يكون هذا بسبب السحابة الجزيئية الناتجة عن انفجار مستعر أعظم من النوع الثاني. و يحتوي العنقود على 82 نجم متغير متفوقاً على النجوم الثنائية.

## اقرأ أيضا
- نجم
- مجرة
- قزم أبيض
- عملاق أحمر
- الانفجار العظيم
- خط زمني للانفجار العظيم
- نجم نيوتروني
- ثقب أسود